# Medalla de la Comunidad de Madrid
La Medalla de la Comunidad de Madrid es una condecoración civil española, propia de la comunidad autónoma de la que recibe su nombre concedida en reconocimiento a los méritos de las instituciones, personas físicas o jurídicas que se hayan destacado por su servicio a esta región desde cualquier ámbito de la actividad. Se encuentra regulada por la Ley 3/1985, de 22 de marzo, de la Medalla de la Comunidad de Madrid. Tiene su antecedente inmediato en la Medalla de Honor y Gratitud de la Provincia de Madrid. Consta de dos categorías: Medalla de oro y medalla de plata. Pueden recibirla tanto personas como entidades. La concesión de estas medallas se encuentra limitada a un máximo de dos en la categoría de oro y de seis en la de plata, aunque no se tienen en cuenta las concedidas por razón de cortesía o de reciprocidad.
Esta distinción se otorga a propuesta del presidente de la Comunidad por acuerdo del Consejo de Gobierno. Para su concesión es necesario un expediente previo, excepto en el supuesto de que la propuesta fuera formulada por iniciativa personal por motivos de cortesía o reciprocidad. Las propuestas  serán admitidas a trámite por el consejero de la Presidencia, que designa una comisión para valorar los méritos de los candidatos. Esta comisión la  preside  el propio consejero de la Presidencia y estará formada por siete vocales, de los cuales uno será propuesto por la Mesa de la Asamblea, dos deben tener, al menos, el rango de directores generales, y los otros cuatro son personalidades de reconocida competencia en relación con los méritos alegados. Actúa como secretario de esta comisión, con voz pero sin voto, el secretario general técnico de la Consejería de la Presidencia. La Comisión eleva su fallo al presidente de la Comunidad, para que proponga la candidatura al Consejo de Gobierno si lo estima oportuno. En el caso de que la candidatura sea formulada por la Mesa de la Asamblea, la resolución desestimatoria debe ser motivada. El acuerdo de concesión de la Medalla de la Comunidad de Madrid y debe aparecer publicada en el «Boletín Oficial» de la misma.
Los titulares de la medalla de oro tienen el tratamiento de Excelencia, y los de plata de Ilustrísima. También tienen derecho a ocupar ocuparán lugar de preeminencia en los actos públicos organizados por la Comunidad. El otorgamiento de la Medalla será exclusivamente honorífico, al no conlleva prestación económica alguna. No puede otorgarse  a ninguna autoridad española en ejercicio (incluidas las madrileñas), a excepción del rey. El acto de imposición de las Medallas tendrá lugar, preferentemente, el día 2 de mayo, Fiesta de la Comunidad de Madrid. La concesión de la Medalla puede ser revocada si el titular ha sido condenado por algún hecho delictivo, realiza actos o manifestaciones contrarios a la Comunidad de Madrid, o de menosprecio a los méritos que fueron causa del otorgamiento.

## Descripción de las insignias
La insignia, en las dos categorías de la Medalla de la Comunidad de Madrid, es de forma ovalada con una longitud de 45 milímetros de altura y 35 milímetros de anchura. Posee una anilla y asa para su sujeción. En su anverso se muestra el escudo de la Comunidad de Madrid, en su diseño heráldico, situado sobre fondo blanco, todo ello realizado en esmalte. En el borde inferior del óvalo aparece representada una cinta esmaltada de color blanco con leyenda «COMUNIDAD DE MADRID» en letra capital romana del color correspondiente a la categoría de la Medalla. El resto del cerco lo compone un bisel esmaltado en rojo. En el reverso, figura el nombre del beneficiario. La base de la insignia y los elementos metálicos estarán realizados en metal dorado, si se trata de la medalla de oro, o plateado si es la de plata. La insignia se porta sujeta mediante una cinta de 32 milímetros de ancha de color rojo carmesí, igual al de la bandera de la Comunidad, que se fija con un pasador hebilla. 
Junto a la insignia principal se entrega una miniatura, idéntica a esta pero con unas dimensiones de 18 milímetros de altura y 14 milímetros de anchura.

## Condecorados con la Medalla de Oro de la Comunidad de Madrid
| Año  | Condecorado | Notas                                                                                 |
| ---- | --- | ------------------------------------------------------------------------------------- |
| 2024 | Javier Milei | Medalla Internacional de la Comunidad de Madrid. Imposición realizada el 21 de junio. |
| 2023 | Juan Carlos Quer y Fundación Francisco Luzón | Padre de Diana Quer, Fundación dedicada a la investigación sobre el ELA.              |
| 2022 | José Ramón Andrés Puerta, José Andrés y José Luis García Muñoz, José Luis Garci |                                                                                       |
| 2021 | María Cristina Cifuentes Cuencas | Expresidenta de la comunidad de Madrid.                                               |
| 2019 | Miguel Rafael Martos Sánchez | Más conocido como Raphael.                                                            |
| 2019 | Gregorio Marañón y Bertrán de Lis | Presidente del Patronato del Teatro Real de Madrid.                                   |
| 2019 | Ignacio Echeverría Miralles de Imperial | A título póstumo.                                                                     |
| 2018 | Ángel Nieto Roldán | A título póstumo.                                                                     |
| 2018 | Alfonso de Ussía Muñoz-Seca |                                                                                       |
| 2017 | Alejandro Sánchez Pizarro, Alejandro Sanz |                                                                                       |
| 2017 | Javier Fernández López |                                                                                       |
| 2016 | Conferencia de Rectores de la Comunidad de Madrid (CRUMA) |                                                                                       |
| 2015 | Jorge Mario Pedro Vargas Llosa |                                                                                       |
| 2015 | Teatro Real |                                                                                       |
| 2014 | Adolfo Suárez González | A título póstumo.                                                                     |
| 2014 | José Luis Aragonés Suárez Martínez | A título póstumo.                                                                     |
| 2014 | Antonio María Rouco Varela |                                                                                       |
| 2014 | Museo del Prado |                                                                                       |
| 2013 | Esperanza Aguirre y Gil de Biedma | Expresidenta de la Comunidad de Madrid.                                               |
| 2013 | Iker Casillas Fernández |                                                                                       |
| 2013 | Comité Olímpico Español |                                                                                       |
| 2012 | Julio José Iglesias de la Cueva | A fecha de 2023, todavía no la ha recogido.                                           |
| 2012 | Voluntarios de Cáritas Madrid |                                                                                       |
| 2011 | Selección española de fútbol | Imposición realizada el 8 de febrero.                                                 |
| 2010 | Ángel Antonio Mingote Barrachina | Imposición realizada el 15 de diciembre.                                              |
| 2010 | Guillermo Luca de Tena y Brunet | A título póstumo.                                                                     |
| 2010 | Orden Hospitalaria de San Juan de Dios |                                                                                       |
| 2009 | Alicia Koplowitz y Romero de Juseu y Esther Koplowitz y Romero de Juseu. |                                                                                       |
| 2009 | Fundación Universitaria San Pablo CEU |                                                                                       |
| 2008 | José Plácido Domingo Embil |                                                                                       |
| 2008 | Getafe Club de Fútbol |                                                                                       |
| 2007 | Felipe de Borbón y Grecia y Letizia Ortiz Rocasolano, príncipes de Asturias. | Imposición realizada el 13 de septiembre.                                             |
| 2007 | Colegio de Abogados de Madrid |                                                                                       |
| 2006 | Alfredo Stéfano Di Stéfano Laulhé |                                                                                       |
| 2005 | Francisco Alejandro Pérez Martínez, Francisco Umbral |                                                                                       |
| 2005 | Círculo de Bellas Artes |                                                                                       |
| 2005 | Colegio de Guardias Jóvenes Duque de Ahumada |                                                                                       |
| 2004 | Alberto Ruiz-Gallardón Jiménez | Expresidente de la Comunidad de Madrid.                                               |
| 2004 | Cuerpos y Fuerzas de Seguridad del Estado |                                                                                       |
| 2003 | Diario ABC |                                                                                       |
| 2003 | Club Atlético de Madrid |                                                                                       |
| 2002 | Real Madrid Club de Fútbol |                                                                                       |
| 2001 | Ponentes de la Constitución española: Gabriel Cisneros Laborda, Manuel Fraga Iribarne, Miguel Herrero y Rodríguez de Miñón, Gregorio Peces-Barba Martínez, José Pedro Pérez-Llorca Rodrigo, Miquel Roca Junyent y Jordi Solé Tura. |                                                                                       |
| 2000 | Cristóbal Halffter Jiménez-Encina |                                                                                       |
| 2000 | Equipo de investigación especializado en la recuperación de células medulares dirigido por Almudena Ramón-Cueto |                                                                                       |
| 1999 | Adolfo Marsillach Soriano |                                                                                       |
| 1999 | Sociedad General de Autores y Editores de España |                                                                                       |
| 1998 | Isidoro Álvarez Álvarez |                                                                                       |
| 1998 | Movimiento contra la Intolerancia |                                                                                       |
| 1997 | Julián Marías Aguilera |                                                                                       |
| 1997 | Brigada Paracaidista del Ejército de Tierra |                                                                                       |
| 1996 | Joaquín Leguina Herrán | Expresidente de la Comunidad de Madrid.                                               |
| 1996 | Asociación Víctimas del Terrorismo |                                                                                       |
| 1995 | Aurelio Riaza Pérez | Presidente de la Cooperativa de Ganaderos de Campo Real.                              |
| 1995 | Asociación de la Prensa de Madrid |                                                                                       |
| 1994 | Fernando Fernández Gómez, Fernando Fernán Gómez |                                                                                       |
| 1994 | Luis Carvajal Raggio | Coronel del Ejército de Tierra.                                                       |
| 1994 | Federación Regional Madrileña de Asociaciones de Vecinos |                                                                                       |
| 1993 | Elena Soriano Jara |                                                                                       |
| 1993 | Asociación de Solidaridad con los Trabajadores Inmigrantes |                                                                                       |
| 1992 | José Luis López-Aranguren Jiménez |                                                                                       |
| 1992 | Antonio Chenel Albadalejo, Antoñete |                                                                                       |
| 1991 | Teresa Berganza Vargas |                                                                                       |
| 1991 | José María de Llanos Pastor, Padre Llanos |                                                                                       |
| 1990 | Antonio López García |                                                                                       |
| 1990 | Greenpeace en España |                                                                                       |
| 1989 | José Luis Barros Malvar | Especialista en cirugía general.                                                      |
| 1989 | Nicolás Cabrera Sánchez |                                                                                       |
| 1988 | José Prat García |                                                                                       |
| 1988 | Adrián Piera Jiménez | Presidente de la Cámara de Comercio e Industria de Madrid.                            |
| 1987 | Francisco Ayala García-Duarte |                                                                                       |
| 1987 | Manuel García Pelayo |                                                                                       |
| 1986 | Raúl Ricardo Alfonsín, presidente de la República Argentina. | Imposición realizada en Argentina en el mes de octubre.                               |
| 1986 | José Bono Martínez |                                                                                       |
| 1986 | Demetrio Madrid López |                                                                                       |
| 1985 | Enrique Tierno Galván | Imposición realizada el 26 de julio.                                                  |
| 1985 | Juan Carlos I, rey de España. | Primera medalla de la Comunidad de Madrid. Imposición realizada el 17 de junio.       |